# Домашня аудіосистема

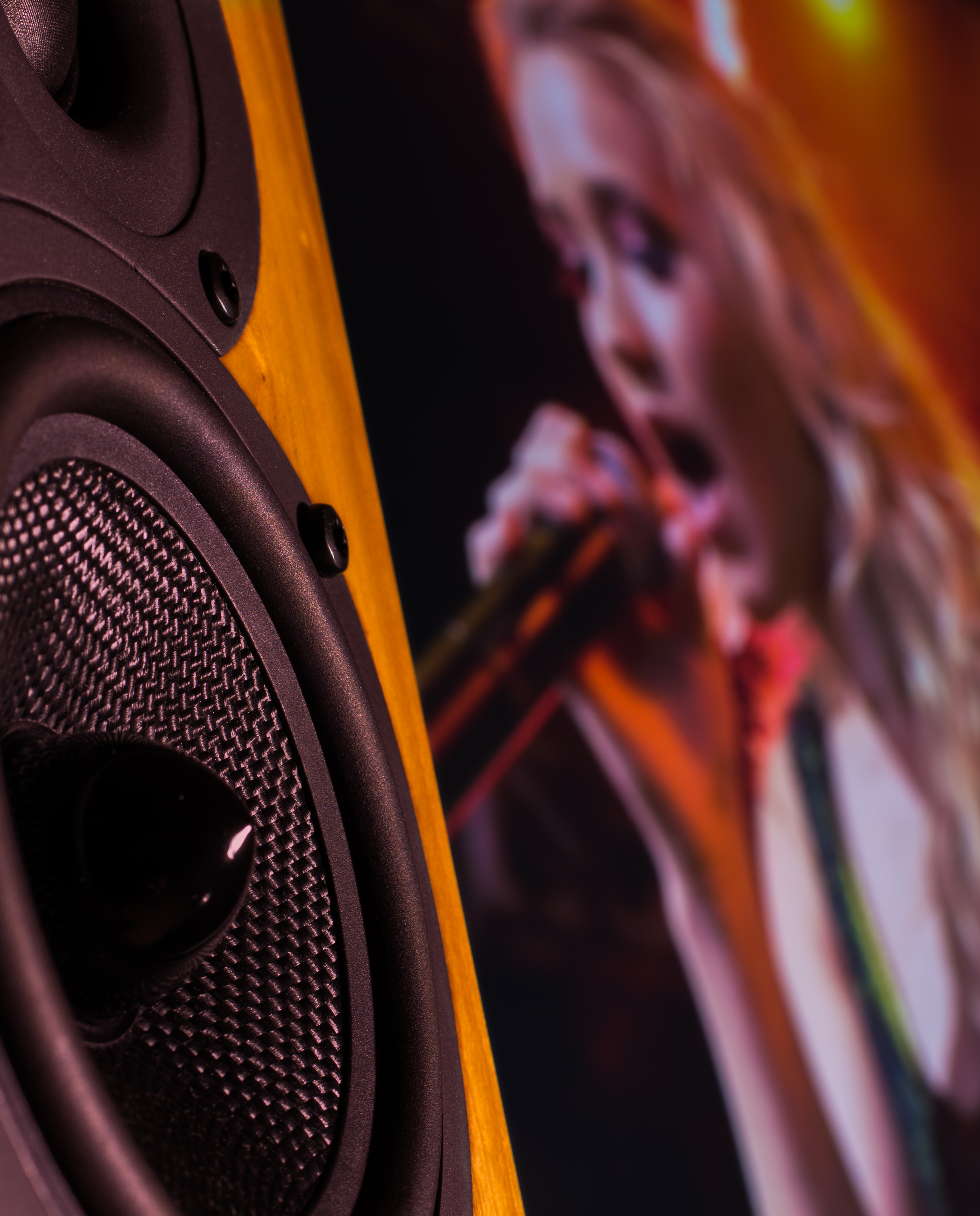
Ця супутникова колонка для домашнього кінотеатру забезпечує високоякісний звук під час перегляду концерту на телевізорі з плоским екраном.

Домашні аудіосистеми — аудіоелектроніка, призначена для домашнього використання, наприклад стереосистеми на полицях, музичні центри та приймачі об'ємного звуку. Домашнє аудіо зазвичай не включає стандартне обладнання, таке як вбудовані телевізійні колонки, а, скоріше, додаткове обладнання, яке може бути призначене для вдосконалення або заміни стандартного обладнання, наприклад, стандартних телевізійних колонок. Оскільки приймачі об'ємного звуку, які в першу чергу призначені для покращення відтворення фільму, є найпопулярнішим домашнім аудіопристроєм, основним полем домашнього аудіо є домашній кінотеатр.

## Історія

### Монофонічний
Домашнє аудіо сходить ще до електрики, до фонографа Едісона, монофонічного формату відтворення звуку низької точності. Ранні електричні фонографи, як і багато інших аудіоформатів, починалися як монофонічні формати.

### Стерео
Стереофонічний звук був винайдений як засіб створення звукової сцени, більш реалістичного відтворення звуку, записаного вживу. Стереозвук зазвичай відноситься до двоканального звуку, але технічно він стосується будь-чого кращого, ніж монофонічний звук, оскільки цей термін буквально означає "твердий звук".

### Квадрафонічний
Квадрафонічний звук був чотириканальною системою відтворення, яка вважається джерелом об'ємного звуку . Він був записаний на фонограф, магнітофонну стрічку та кілька компакт-дисків, і для відтворення потрібен був квадрафонічний програвач. Формат був випущений в 1970 році і ніколи не здобув великої популярності.

### Об'ємний звук
Формати об'ємного звуку використовувались у кінотеатрах, починаючи з часів фантазії Діснея, і стали доступними для споживачів наприкінці 80-х. Існує безліч форматів об'ємного звучання, що відрізняються залежно від типу використовуваного ними процесора декодування. Dolby Pro Logic — один із найстаріших процесорів, який створює чотири канали, а Dolby Pro Logic IIx — один із найновіших, створюючи сім-вісім дискретних каналів. Конкуруючі технології ускладнюють рішення споживачів щодо придбання.

## Обладнання гравця
Устаткування високої точності (hi-fi) стало доступним для споживачів, а потім бумбокси стали популярними у 1980-х роках завдяки наявності дешевих акумуляторів.